# Tarnus
Tarnus is een geslacht van hooiwagens uit de familie Assamiidae.
De wetenschappelijke naam Tarnus is voor het eerst geldig gepubliceerd door Suzuki in 1969. 

## Soorten
Tarnus is monotypisch en omvat slechts de volgende soort:
- Tarnus pulcher